# Dirshilla antsingensis
Dirshilla antsingensis är en insektsart som beskrevs av Wintrebert 1972. Dirshilla antsingensis ingår i släktet Dirshilla och familjen gräshoppor. Inga underarter finns listade i Catalogue of Life.